# Michael Hamburger
Michael Hamburger, född den 22 mars 1924 i Berlin, död den 7 juni 2007 i Suffolk, var en tysk-engelsk poet, översättare och kritiker av judisk börd. 
Hamburger föddes i Berlin, men emigrerade som barn 1933 till England. Han var huvudsakligen verksam i Suffolk. Han har främst gjort sig känd som uttolkare av tysk 1900-talslyrik till engelska, bland annat genom översättningen av W.G. Sebalds litterära förstlingsverk "Nach der Natur. Ein Elementargedicht." (på engelska: "After Nature"), samt verk av Paul Celan, Friedrich Hölderlin, Nelly Sachs, Hans Magnus Enzensberger och Gottfried Benn. Hamburger förekommer också i Sebalds reseberättelse "Die Ringe des Saturn" (1995, på svenska: Saturnus ringar: en engelsk vallfart, 2007). 1992 tilldelades han det tyska Petrarcapriset i den norditalienska metropolen Modena.